# Slipstream 5000
Slipstream 5000 es un videojuego de carreras de combate de aviones de 1995 desarrollado por The Software Refinery y publicado por Gremlin Interactive para PC.

## Jugabilidad
Es un juego de carreras en 3D, donde varios personajes y sus deslizadores personalizados compiten en carreras alrededor de varias atracciones turísticas mundiales y lugares históricos, incluidos el Gran Cañón y Chicago.
Se toma el control de uno de los corredores futuristas que vuelan por circuitos de todo el mundo. Una característica es la capacidad de recoger armas durante el vuelo para mantener a los oponentes bajo control. Se puede actualizar el corredor después de cada pista.
Personajes (corredores): Cobra, Edward Charles "Eddy" Royce, Horst, Isis the Crisis, Kin y Gin Matsu (hermanas gemelas), Rysho, Shaman, Slayed, Ted "Malibu" Beach, Victoria Venice.

## Lanzamiento
El juego es compatible con DOS así como con Windows 95 y Windows 98 a través de su compatibilidad nativa con DOS. Las versiones posteriores de Windows basadas en el núcleo NT tienen problemas para ejecutar el juego, pero se puede ejecutar con éxito a través de DOSBox. También se distribuyó gratis con Classic Logitech Wingman Extreme Joysticks durante la década de 1990. GOG.com lanzó una versión emulada para Microsoft Windows, Linux y Mac OS X en 2011.
Slipstream era una conversión inédita de Slipstream 5000 que en 1996 se estaba preparando para el mercado japonés de la plataforma Sony PlayStation (se suponía que más tarde se remodelaría por completo para su lanzamiento europeo). Poco se publicitó sobre este título, además de su aspecto de " manga urbano" ya que los artistas de manga japoneses estaban diseñando las naves. También estaba en desarrollo para Sega Saturn. Desde la década de 2010, está disponible para su compra a través del sitio web Good Old Games así como Steam.

## Recepción
Aunque las ventas no fueron muy altas debido a la dura competencia de las consolas, el juego fue bien recibido en general, con gráficos en 3D y una jugabilidad avanzada para su época. Si bien pronto fue reemplazado por juegos de consola con gráficos superiores, "Slipstream 5000" se describió más tarde como que había estado años por delante de su competencia. La revista PC Gamer de EE. UU. lo calificó con un 89%.
Next Generation le dio a la versión para PC del juego tres estrellas de cinco.